# Via della Ninna
Via della Ninna è una strada del centro storico di Firenze, che va da piazza del Grano (all'angolo con via dei Leoni e via de' Neri) al piazzale degli Uffizi angolo piazza della Signoria.

## Storia e descrizione
La via è in leggero declivio verso est, e su questa pendenza i romani avevano edificato il teatro di Florentia, come dismostrato dagli scavi sotto palazzo Vecchio.
Nel Medioevo la via costeggiava San Pier Scheraggio. Questa illustre chiesa, a tre navate, prima sede del libero Comune, era affrescata all'interno, con una famosa Madonna col Bambino detta di Cimabue. La dolcezza della Madonna, che sembrava tenere il figlio per farlo addormentare, le valse il soprannome di Madonna della ninna nanna, dal quale derivò il nome ancora in uso di via della Ninna (sebbene attestato ufficialmente solo dal Settecento). Già nel 1298, con la costruzione di Palazzo Vecchio (all'epoca alazzo dei Priori), la chiesa era stata rimpicciolita demolendo proprio la cappella della Madonna di Cimabue.
Nel Cinquecento la via venne ulteriormente allargata, con la demolizione della navata sinistra della chiesa, la quale venne inglobata nel palazzo degli Uffizi (tra il 1545 e il 1560 circa). Nel 1565 circa la via venne anche scavalcata dal primo dei cavalcavia del Corridoio vasariano. Solo tra Otto e Novecento vennero rimesse in vista sei tra colonne e pilastri con capitelli in muratura dell'antica chiesa di San Pier Scheraggio, di cui è visibile anche l'abside dentro il negozio al 7 rosso. Una lapide ricorda l'esistenza della chiesa:
| AVANZI E VESTIGIA DELLA CHIESA DI SAN PIERO SCHERAGGIO CHE DAVA NOME AD VNO DEI SESTI DELLA CITTÀ E FRA LE CVI MVRA NEI CONSIGLI DEL POPOLO SONÒ LA VOCE DI DANTE |

E presso l'abside, all'interno del vano al 7 rosso:
| ABSIDE DELLA CHIESA DI SAN PIERO SCHERAGGIO |

Qui inoltre, in quelli che erano i sotterranei e gli annessi della chiesa, ha avuto sede fino al 2019 la Soprintendenza speciale per il Polo museale fiorentino, poi divisa in più istituti e, per la parte che riguarda le Gallerie degli Uffizi, la catalogazione e la sorveglianza sul patrimonio mobile cittadino, trasferita nel lato corto dei "Nuovi Uffizi". Negli edifici di questo lato doveva anche essere la sede dell'Arte dei Fornai, come dimostrerebbe un camino con stemma dell'Arte pure al 7 rosso. Al n. 1 inoltre una casa ha sopra il portale una placca della Toro Assicurazioni, che a un certo momento dovette possedere l'edificio. 
L'altro lato della strada, quello nord, è invece interamente dominato dalla mole di palazzo Vecchio, in cui sono leggibili, come da piazza della Signoria, le tre principali fasi costruttive del grande edificio: quella medievale (palazzo dei Priori), con la piccola porta del Duca d'Atene, fabbricata come uscita di sicurezza dal tirannico Gualtieri VI di Brienne; quella rinascimentale, con la porta meridionale del cortile della Dogana e con l'affaccio della terrazza del Salone dei Cinquecento; e infine quella manierista, con i quartieri abitati da Cosimo I de' Medici e dalla sua famiglia, in particolare il Quartiere degli Elementi con la spettacolare terrazza di Saturno in angolo con via dei Leoni. In mezzo si botano le pressitenze di un edificio medievale con archi al piano terra, e uno stemma della Croce del Popolo in alto. 

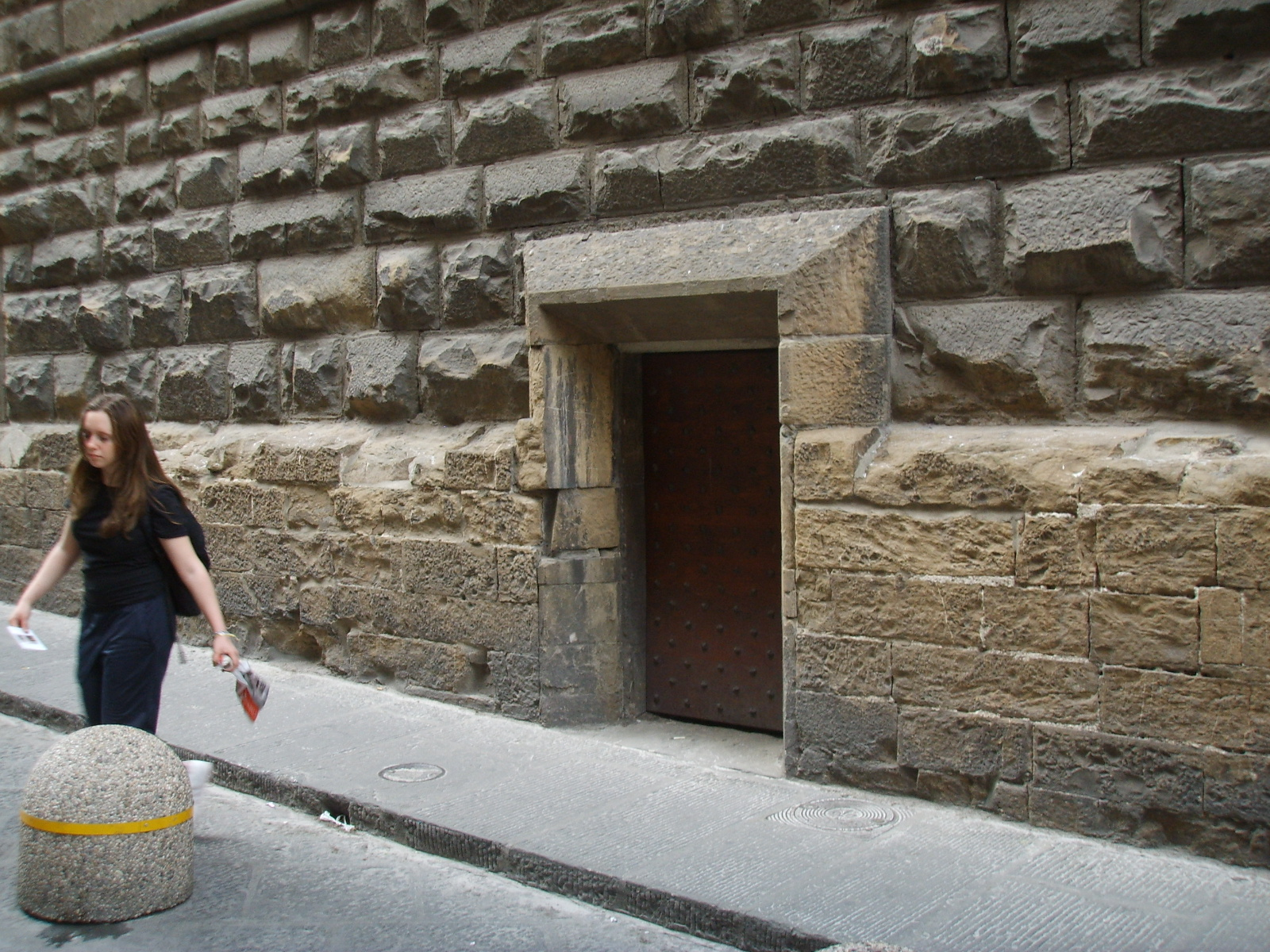
La porta del Duca d'Atene
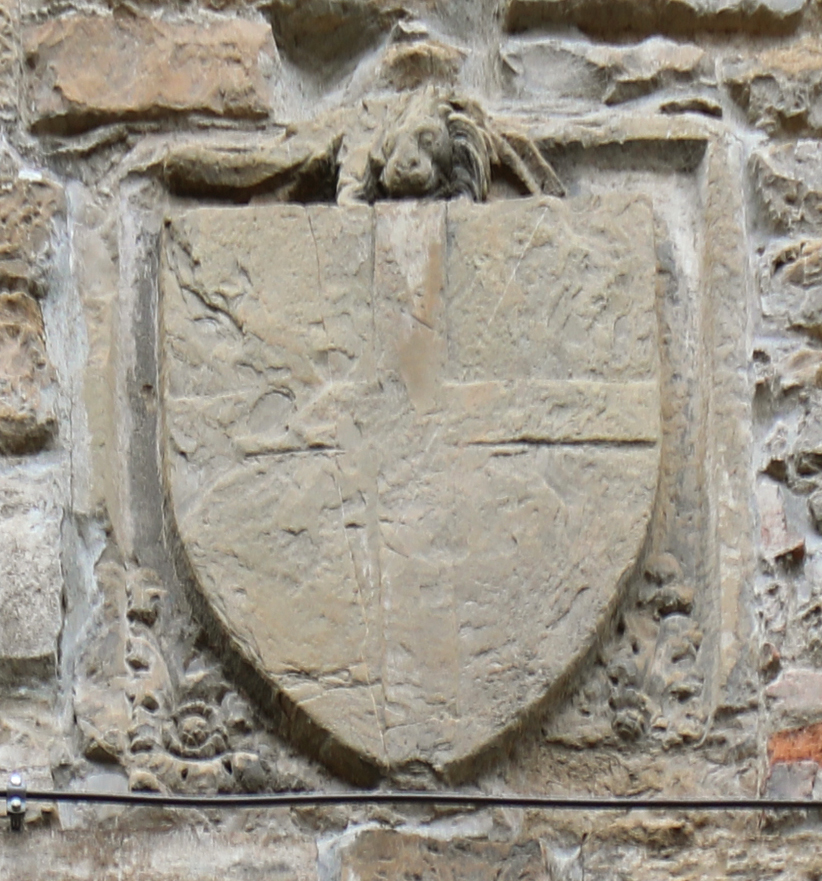
Croce del Popolo su palazzo Vecchio
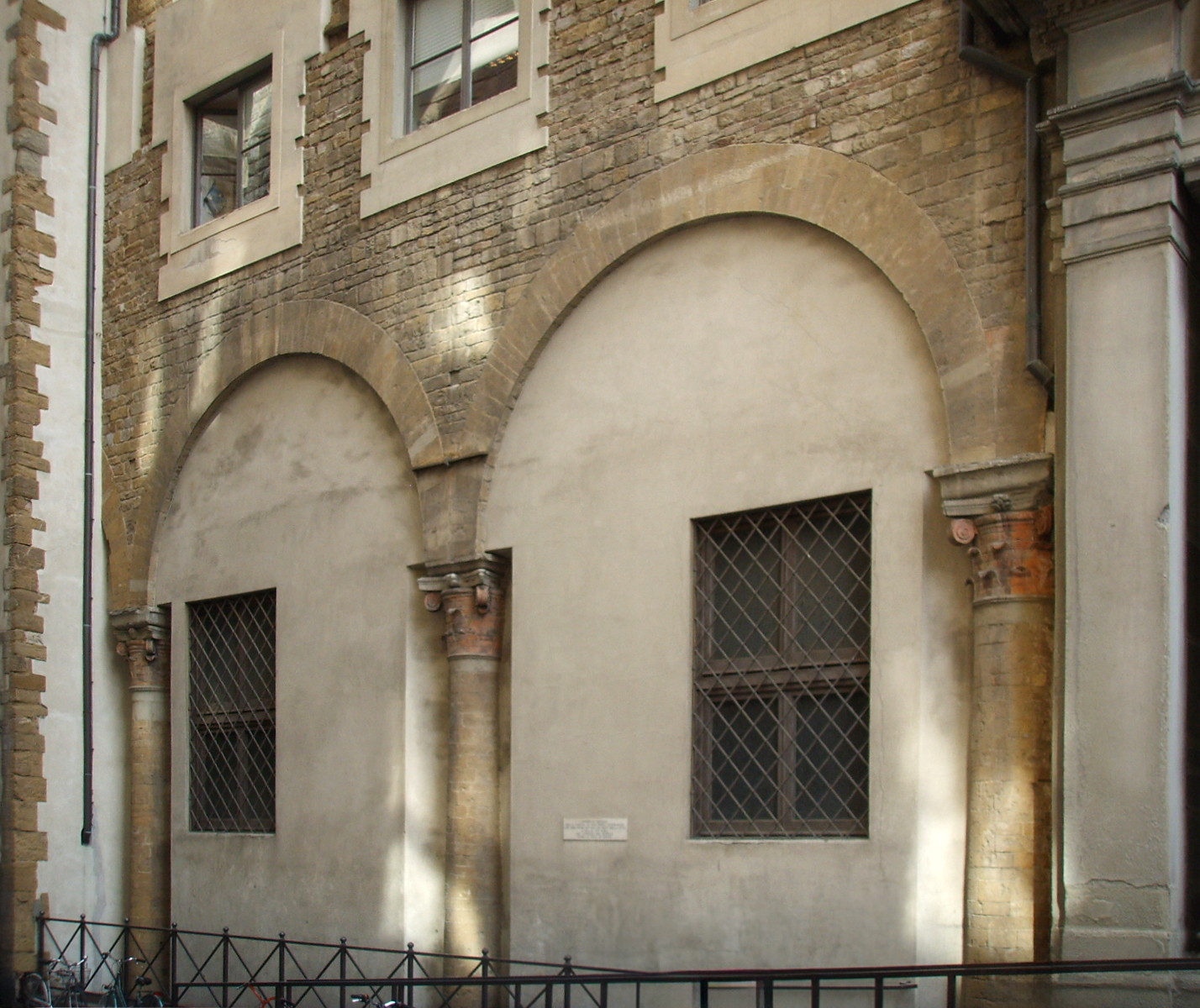
Resti di San Pier Scheraggio
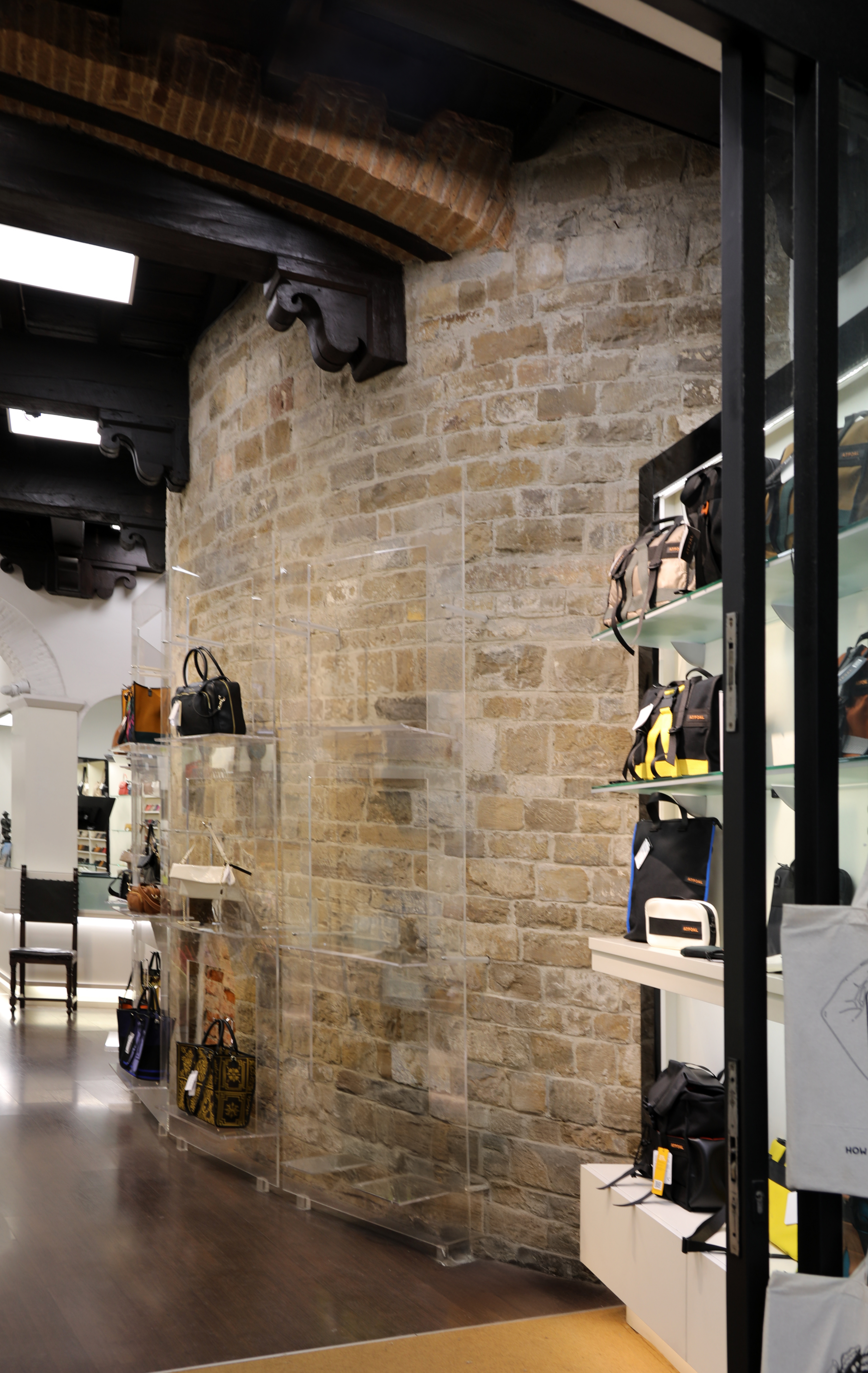
L'abside di San Pier Scheraggio
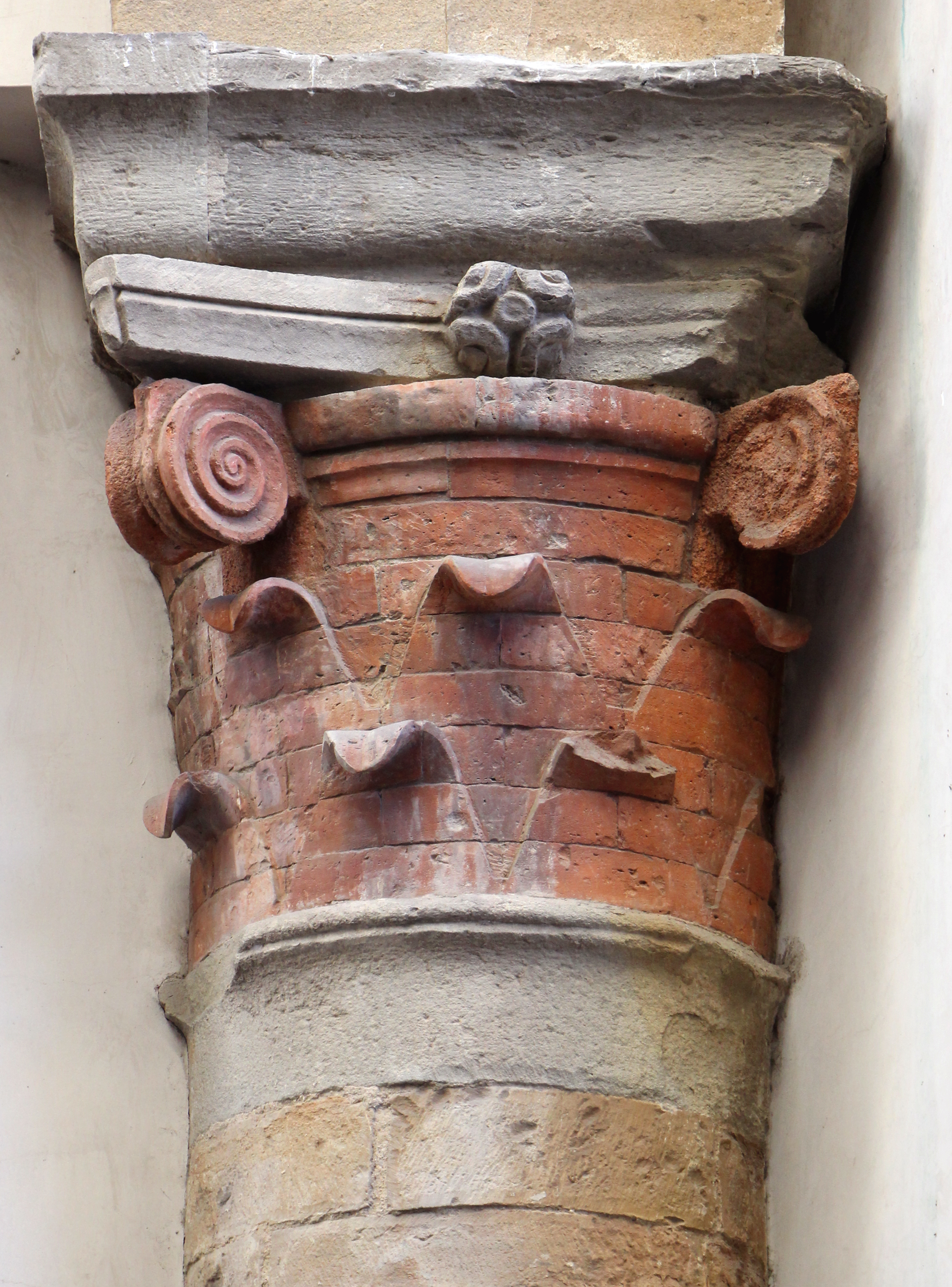
Capitello di San Pier Scheraggio